# Іракське королівство
Іракське королівство, повна назва Іракське Хашимітське Королівство (араб. المملكة العراقية الهاشمية, трансліт. al-Mamlakah al-ʿIrāqiyyah ʾal-Hāshimyyah) — іракська держава в період дії і після закінчення мандату, виданого Великій Британії в 1920 році Лігою Націй. Королівство проголошено в 1921 році, через 11 років дію мандату припинено, але королівство проіснувало до 1958 року, коли був здійснений військовий переворот під командуванням Абделя Касема.

## Історія
Іракське королівство було утворено в серпні 1921. Першим королем Іраку став Фейсал I, який здобув широку популярність під час великого арабського повстання і проявляв лояльність до британців. Надалі йому вдалося значно звільнитися від британської опіки, і в 1932 домогтися незалежності для Іракського королівства. Відразу після цього іракський уряд проголосив Кувейт своєї підвідомчою територією, як це було протягом століть до встановлення протекторату Великої Британії. 
Після смерті Фейсала I монархію очолив його син Газі I, який правив Іраком до 1939. У цей період в країні ширилися опозиційні і націоналістичні рухи. Так, в період з 1936 по 1941 роки іракська армія послідовно здійснила п'ять спроб державного перевороту Під час останньої з них до влади прийшов пронацистські налаштований Рашид Алі аль-Гайлані, який встановив регентство над неповнолітнім королем Фейсалом II. Оскільки Рашид Алі аль-Гайлані заявив про розірвання домовленостей з Великою Британією, британська армія висунула 2 травня 1941 ультиматум про звільнення територій військових баз. Англо-іракська війна тривала до 30 травня і закінчилася поразкою іракців. 
Після війни головою іракського уряду повернувся прем'єр-міністр Нурі аль-Саїд, зміщений раніше пронацистськими силами. Він проводив явну прозахідну політику аж до своєї загибелі в 1958 році.

## Революція 1958
Монархія проіснувала до 1958. У результаті революції 14 липня до влади прийшов Абдель Керім Касем. Король Фейсал II, його сім'я і члени уряду були розстріляні. Після проголошення Іракської республіки, Ірак розірвав відносини з Багдадським пактом і налагодив дружні зв'язки з Радянським Союзом .